# Municipio de Linden (Minnesota)
El municipio de Linden (en inglés: Linden Township) es un municipio ubicado en el condado de Brown en el estado estadounidense de Minnesota. En el año 2010 tenía una población de 295 habitantes y una densidad poblacional de 3,16 personas por km².

## Geografía
El municipio de Linden se encuentra ubicado en las coordenadas 44°8′56″N 94°25′58″O / 44.14889, -94.43278. Según la Oficina del Censo de los Estados Unidos, el municipio tiene una superficie total de 93.27 km², de la cual 91,2 km² corresponden a tierra firme y (2,22 %) 2,07 km² es agua.

## Demografía
Según el censo de 2010, había 295 personas residiendo en el municipio de Linden. La densidad de población era de 3,16 hab./km². De los 295 habitantes, el municipio de Linden estaba compuesto por el 98,98 % blancos, el 1,02 % eran afroamericanos. Del total de la población el 1,36 % eran hispanos o latinos de cualquier raza.